# نهائي دوري أبطال أوروبا 2016
كان نهائي دوري أبطال أوروبا 2016 المباراة النهائية من دوري أبطال أوروبا 2015–16، الموسم الحادي والستون من مسابقة دوري أبطال أوروبا لأندية كرة القدم التي تنظمها يويفا، والموسم الرابع والعشرون منذ إعادة تسميته، من كأس الأندية الأوروبية البطلة إلى دوري أبطال أوروبا. ولعبت على ملعب السان سيرو في ميلانو، إيطاليا يوم 28 مايو 2016 الساعة 18:45 بتوقيت غرينيتش.
وفاز ريال مدريد بركلات الترجيح بنتيجة 5–3 بعد أن انتهت الأشواط الأساسية والإضافية بالتعادل الإيجابي 1–1 وسوف يقابل ريال مدريد إشبيلية الفائز بدوري أوروبا 2015–16 في كأس السوبر الأوروبي 2016، ويدخل أيضاً نصف النهائي من كأس العالم للأندية لكرة القدم 2016 الذي سيقام باليابان باعتباره ممثل اليويفا.

## الملعب
ستاد جوزيبي مياتسا (بالإيطالية: Stadio Giuseppe Meazza)‏ أو كما يعرف بـ سان سيرو (بالإيطالية: San Siro)‏. هو ملعب كرة القدم الرئيسي في مدينة ميلانو الإيطالية ويلعب عليه قطبا المدينة إنتر ميلان وإي سي ميلان. ويعتبر من أجمل ملاعب العالم وأكثرها استيعابا للجماهير حيث تصل طاقته الإستيعابية إلى 80,074 متفرج. سمي الملعب على اسم الأسطورة الكروية الإيطالية جوزيبي مياتسا والذي لعب للناديين.
بدأ إنشاء الملعب سنة 1925، وتحمل رئيس إيه سي ميلان وقتها بييرو بيريلي. صمم الملعب على يد المهندس المعماري أوليسي ستاكيني وأشرف على التشييد المهندس المدني ألبيرتو كوجيني.وسمي باسم سان سيرو نسبة إلى اسم الكنيسة الموجودة في نفس الحي ، وصمم الملعب على شكل إنجليزي حيث يتميز بوجود أربع مدرجات قريبة من الملعب وأجنحة رئيسية غطيت بستائر وكان الملعب قادراً على استيعاب 35,000 شخص.

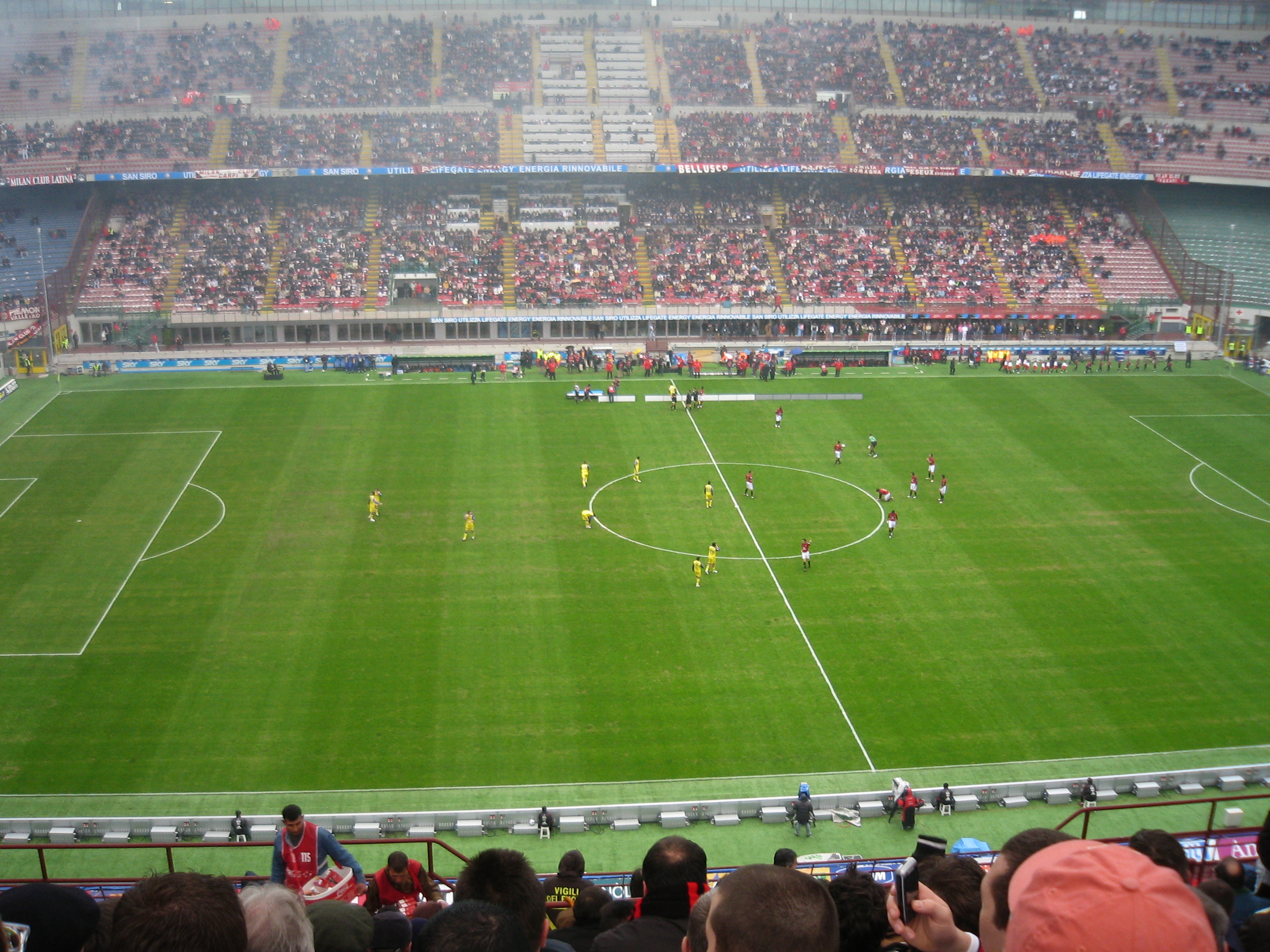
جانب من ملعب السان سيرو

افتتح المعلب يوم 19 سبتمبر 1926 بمبارة قوية بين قطبي المدينة انتهت للإنتر 6–3. بينما لعب منتخب إيطاليا لكرة القدم أولى لقاءاته يوم 20 فبراير 1927 أمام منتخب تشيكوسلوفاكيا لكرة القدم وانتهت بالتعادل الإيجابي 2 – 2. وكان الملعب وقتها يخص نادي إي سي ميلان فقط بينما كان يلعب الإنتر في ملعبه القديم Civica.
وفي عام 1935 وسع الملعب ليستوعب 55.000 متفرج وفي نفس العام بيع الملعب إلى بلدية ميلانو. و في عام 1940 تم البدء في ترميم الملعب ليصل حجم الطاقة الاستيعابية له لـ 125.000 متفرج، مما جعله الملعب الأكبر في العالم ، وتم الانتهاء منه في عام 1947. و من الجدير ذكره أن أشهر مباراة استضافها الملعب آنذاك هي مباراة في الدوري الإيطالي وجمعت بين قطبي مدينة ميلانو إيه سي ميلان وإنتر ميلان وانتهت 6–5 للإنتر.
عام 1949 قرر الإنتر أن يشارك إي سي ميلان في ملعب سان سيرو، وذلك قبل أن تنشأ طيقة ثانية في المدرجات عام 1955 خافضةَ الطاقة الاستيعابية للملعب إلى 90.000 متفرج، ليكون واحد من أكبر ملاعب أوروبا. في عام 1979 قرر مجلس بلدية ميلان بموافقة الإنتر وإي سي ميلان تغيير مسمى الملعب إلى جوزيبي مياتسا  الأسطورة الإيطالية ورمز نادي الإنتر في الثلاثينات والأربعينات والذي انتقل للميلان في آخر مواسمه قبل أن يعود مرة أخرى للإنتر. لكن رغم ذلك جماهير الميلان ما زالت تطلق عليه اسم سان سيرو لأن هذا اللاعب شارك في الإنتر أكثر ويتعبر رمزا من رموزه.
وقبل عام 1990 عندما استضافت إيطاليا نهائيات كأس العالم جدد الملعب بإضافة طبقة ثالثة للجماهير وأضيفت عليه بعض التعديلات في السقف والجوانب لتبلغ طاقته الاستيعابية قرابة 85.500 شخص وليكون تحفة معمارية دائما ماتتفاخر بها جماهير أندية ميلانو.

## عن الفريقين
|  | مباريات تم إعادتها             |
|  | مباريات انتهت في الوقت الإضافي |

### ريال مدريد
| تاريخ ريال مدريد في نهائيات دوري أبطال أوروبا | تاريخ ريال مدريد في نهائيات دوري أبطال أوروبا | تاريخ ريال مدريد في نهائيات دوري أبطال أوروبا | تاريخ ريال مدريد في نهائيات دوري أبطال أوروبا | تاريخ ريال مدريد في نهائيات دوري أبطال أوروبا | تاريخ ريال مدريد في نهائيات دوري أبطال أوروبا |                                   |                                   |                                   |
| الموسم                                        | المركز                                        | الخصم                                         | النتيجة                                       | المكان                                        | الحضور                                        |                                   |                                   |                                   |
| دوري أبطال أوروبا (النظام القديم)             | دوري أبطال أوروبا (النظام القديم)             | دوري أبطال أوروبا (النظام القديم)             | دوري أبطال أوروبا (النظام القديم)             | دوري أبطال أوروبا (النظام القديم)             | دوري أبطال أوروبا (النظام القديم)             | دوري أبطال أوروبا (النظام القديم) | دوري أبطال أوروبا (النظام القديم) | دوري أبطال أوروبا (النظام القديم) |
| --------------------------------------------- | --------------------------------------------- | --------------------------------------------- | --------------------------------------------- | --------------------------------------------- | --------------------------------------------- | --------------------------------- | --------------------------------- | --------------------------------- |
| 1955–56                                       | البطل                                         | ستاد ريمس                                     | 4–3                                           | ملعب الملك بودوان، بروكسل                     | 38,239                                        |                                   |                                   |                                   |
| 1956–57                                       | البطل                                         | فيورنتينا                                     | 2–0                                           | ملعب سانتياغو برنابيو، مدريد                  | 124,000                                       |                                   |                                   |                                   |
| 1957–58                                       | البطل                                         | إيه سي ميلان                                  | 3–2                                           | ملعب الملك بودوان، بروكسل                     | 67,000                                        |                                   |                                   |                                   |
| 1958–59                                       | البطل                                         | ستاد ريمس                                     | 2–0                                           | مرسيدس بنز أرينا، شتوتغارت                    | 72,000                                        |                                   |                                   |                                   |
| 1959–60                                       | البطل                                         | آينتراخت فرانكفورت                            | 7–3                                           | هامبدن بارك، غلاسكو                           | 127,621                                       |                                   |                                   |                                   |
| 1961–62                                       | الوصيف                                        | بنفيكا                                        | 3–5                                           | الملعب الأولمبي، أمستردام                     | 61,257                                        |                                   |                                   |                                   |
| 1963–64                                       | الوصيف                                        | إنتر ميلان                                    | 1–3                                           | ملعب إرنست هابل، فيينا                        | 71,333                                        |                                   |                                   |                                   |
| 1965–66                                       | البطل                                         | بارتيزان                                      | 2–1                                           | ملعب الملك بودوان، بروكسل                     | 46,745                                        |                                   |                                   |                                   |
| 1980–81                                       | الوصيف                                        | ليفربول                                       | 0–1                                           | بارك دي برينس، باريس                          | 40,360                                        |                                   |                                   |                                   |
| دوري أبطال أوروبا (النظام الحديث)             |                                               |                                               |                                               |                                               |                                               |                                   |                                   |                                   |
| 1997–98                                       | البطل                                         | يوفنتوس                                       | 1–0                                           | أمستردام أرينا، أمستردام                      | 48,500                                        |                                   |                                   |                                   |
| 1999–00                                       | البطل                                         | فالنسيا                                       | 3–0                                           | ملعب فرنسا، باريس                             | 80,000                                        |                                   |                                   |                                   |
| 2001–02                                       | البطل                                         | باير ليفركوزن                                 | 2–1                                           | هامبدن بارك، غلاسكو                           | 50,499                                        |                                   |                                   |                                   |
| 2013–14                                       | البطل                                         | أتلتيكو مدريد                                 | 4–1                                           | استاد دا لوز، لشبونة                          | 60,976                                        |                                   |                                   |                                   |

### أتلتيكو مدريد
| تاريخ أتلتيكو مدريد في نهائيات دوري أبطال أوروبا | تاريخ أتلتيكو مدريد في نهائيات دوري أبطال أوروبا | تاريخ أتلتيكو مدريد في نهائيات دوري أبطال أوروبا | تاريخ أتلتيكو مدريد في نهائيات دوري أبطال أوروبا | تاريخ أتلتيكو مدريد في نهائيات دوري أبطال أوروبا | تاريخ أتلتيكو مدريد في نهائيات دوري أبطال أوروبا |                                   |                                   |                                   |
| الموسم                                           | المركز                                           | الخصم                                            | النتيجة                                          | الموقع                                           | الحضور                                           |                                   |                                   |                                   |
| دوري أبطال أوروبا (النظام القديم)                | دوري أبطال أوروبا (النظام القديم)                | دوري أبطال أوروبا (النظام القديم)                | دوري أبطال أوروبا (النظام القديم)                | دوري أبطال أوروبا (النظام القديم)                | دوري أبطال أوروبا (النظام القديم)                | دوري أبطال أوروبا (النظام القديم) | دوري أبطال أوروبا (النظام القديم) | دوري أبطال أوروبا (النظام القديم) |
| ------------------------------------------------ | ------------------------------------------------ | ------------------------------------------------ | ------------------------------------------------ | ------------------------------------------------ | ------------------------------------------------ | --------------------------------- | --------------------------------- | --------------------------------- |
| 1973–74                                          | الوصيف                                           | بايرن ميونخ                                      | 0–4                                              | ملعب الملك بودوان، بروكسل                        | 72,047                                           |                                   |                                   |                                   |
| دوري أبطال أوروبا (النظام الحديث)                |                                                  |                                                  |                                                  |                                                  |                                                  |                                   |                                   |                                   |
| 2013–14                                          | الوصيف                                           | ريال مدريد                                       | 1–4                                              | استاد دا لوز، لشبونة                             | 60,976                                           |                                   |                                   |                                   |

ملاحظات:
1. ↑  انتهى الوقت الأصلي  بالتعادل1-1، فاز ريال مدريد بنتيجة 4–1
2. ↑  المباراة النهائية الأولى انتهت بالتعادل الإيجابي 1-1
3. ↑  انتهى الوقت الأصلي  بالتعادل1-1، فاز ريال مدريد بنتيجة 4–1

## الطريق إلى النهائي
ملاحظة: في الحصيلة أدناه تكون أهداف الفريق في النتيجة أولًا (هـ: على ملعبه، خ: خارج ملعبه).
| ترتيب | الفريق           | لعب | النقاط |
| ----- | ---------------- | --- | ------ |
| 1     | ريال مدريد       | 6   | 16     |
| 2     | باريس سان جيرمان | 6   | 13     |
| 3     | شاختار دونيتسك   | 6   | 3      |
| 4     | مالمو            | 6   | 3      |

| ترتيب | الفريق        | لعب | النقاط |
| ----- | ------------- | --- | ------ |
| 1     | أتلتيكو مدريد | 6   | 13     |
| 2     | بنفيكا        | 6   | 10     |
| 3     | غلطة سراي     | 6   | 5      |
| 4     | أستانا        | 6   | 4      |

## ما قبل المباراة

### سفير النهائي

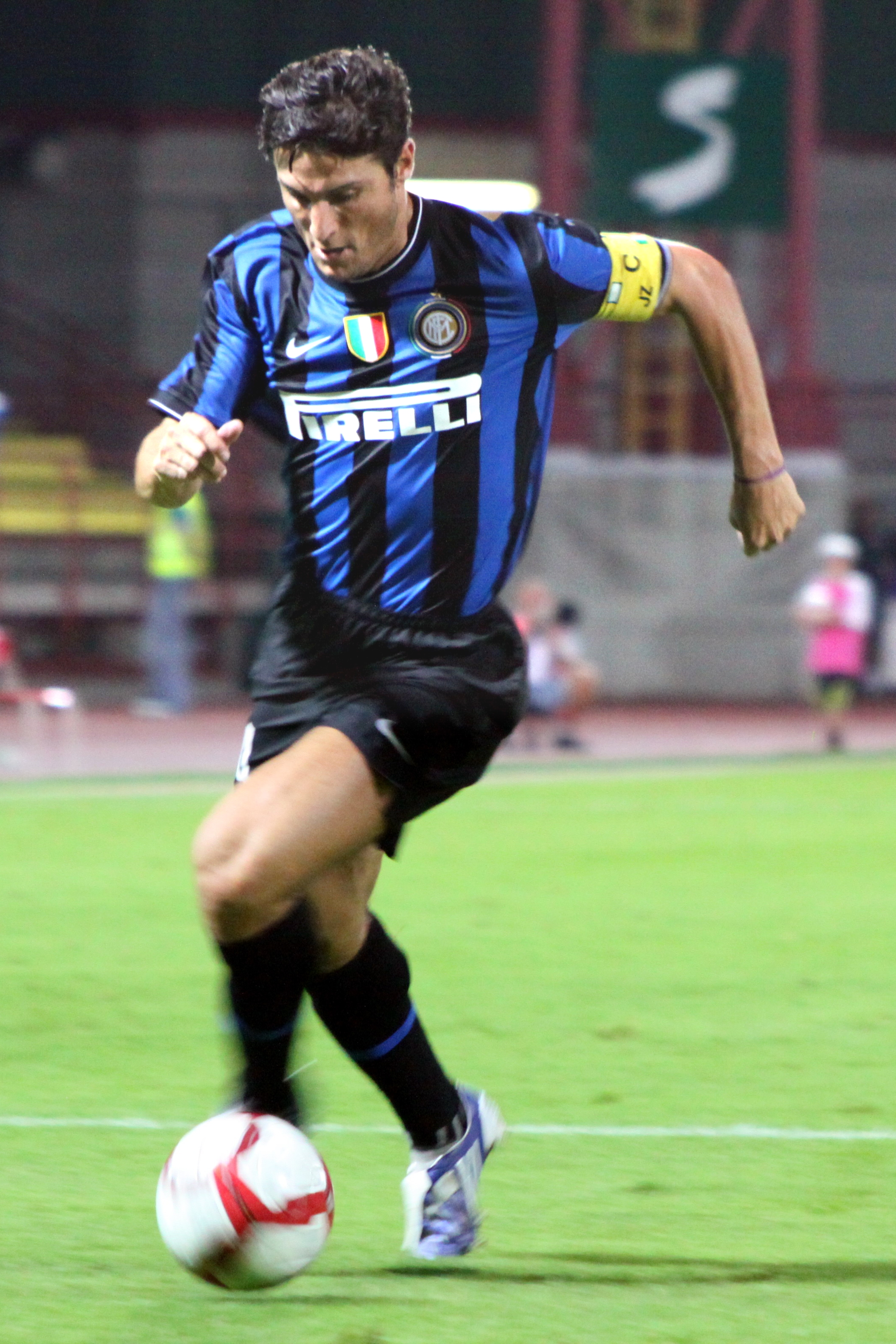
اختيار خافيير زانيتي سفيرًا لنهائي ميلانو

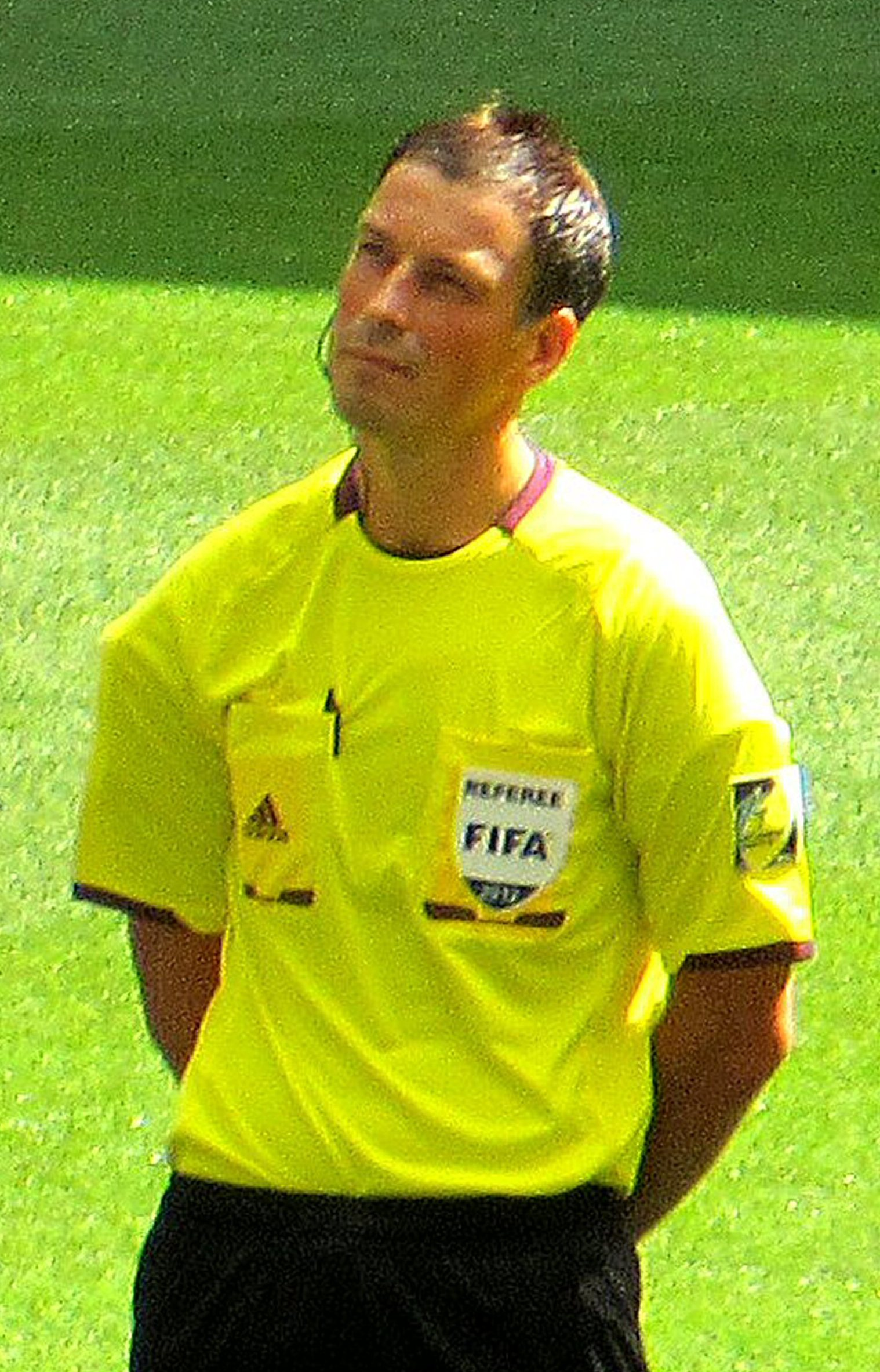
اختيار الانجليزي مارك كلاتنبورغ حكما لنهائي ميلانو 2016.

سفير النهائي هو اللاعب الدولي الأرجنتيني السابق خافيير زانيتي، الذي فاز مع ناديه السابق إنتر ميلان باللقب الثالث في دوري أبطال أوروبا سنة 2010.

### الشعار
كشف الإتحاد الأوروبي لكرة القدم عن شعار نهائي دوري أبطال أوروبا يوم 27 أغسطس 2015 في موناكو أثناء قرعة دور المجموعات من دوري أبطال أوروبا.

### التذاكر
وفرت الويفا 46.000 تذكرة لجمهور الفريقين، 20.000 تذكرة لكل فريق، إضافة إلى 6000 تذكرة دخول محجوزة عبر الموقع الإلكتروني للويفا فقط.

### حفل الإفتتاح
تم اختيار المغينة الأمريكية أليشيا كيز لتقديم حفل الافتتاح، حيث غنت مجموعة من أغانيها على شكل خليط. إضافة إلى مغني الأوبرا، الإيطالي أندريا بوتشيلي الذي غنى النشيد الرسمي لدوري أبطال أوروبا.

### تكنولوجيا خط المرمى
بعد نهائي دوري أوروبا 2016، الذي اعتُبِر أول مباراة رسمية تُستعمل فيها تقنية خط المرمى، كانت مباراة نهائي دوري الأبطال ثاني مباراة تستعمل فيها هذه التقنية، بعد أن وافقت الويفا على استعمالها رسميا في البطولات القارية، مع الإبقاء على الحكام المساعدين خلف خط المرمى. .

### طاقم التحكيم
في مايو 2016، اختار الويفا الحكم الانجليزي مارك كلاتنبورغ لقيادة مباراة النهائي.

## المباراة

### تفاصيل المباراة
| ريال مدريد | 1–1 (ب.و.إ.) | أتليتكو مدريد |
| ---------- | ------------ | ------------- |
| راموس 15'  | تقرير        | كاراسكو 79'   |

| ريال مدريد | أتليتكو مدريد |

| GK              | 1  | كيلور نافاس       | 47'   |     |
| RB              | 15 | داني كارفاخال     | 11'   | 52' |
| CB              | 4  | سيرجيو راموس      | 90+3' |     |
| CB              | 3  | بيبي              | 112'  |     |
| LB              | 12 | مارسيلو           |       |     |
| DM              | 14 | كاسيميرو          | 79'   |     |
| RM              | 19 | لوكا مودريتش      |       |     |
| LM              | 8  | توني كروس         |       | 72' |
| RF              | 11 | غاريث بيل         |       |     |
| CF              | 9  | كريم بنزيما       |       | 77' |
| LF              | 7  | كريستيانو رونالدو |       |     |
| الاحتياط:       |    |                   |       |     |
| GK              | 13 | كيكو كاسيا        |       |     |
| DF              | 6  | ناتشو             |       |     |
| DF              | 23 | دانيلو            | 93'   | 52' |
| MF              | 10 | خاميس رودريغيز    |       |     |
| MF              | 18 | لوكاس فازكيز      |       | 77' |
| MF              | 22 | إيسكو             |       | 72' |
| FW              | 20 | خيسي              |       |     |
| المدرب:         |    |                   |       |     |
| زين الدين زيدان |    |                   |       |     |

| GK            | 13 | يان أوبلاك           |       |      |
| RB            | 20 | خوانفران             |       |      |
| CB            | 15 | ستيفان سافيتش        |       |      |
| CB            | 2  | دييغو غودين          |       |      |
| LB            | 3  | فيليبي لويس          |       | 109' |
| RM            | 17 | ساول نيغيث           |       |      |
| CM            | 14 | غابي                 | 90+3' |      |
| CM            | 12 | أوغوستو فيرنانديز    |       | 46'  |
| LM            | 6  | كوكي                 |       | 116' |
| SS            | 7  | أنطوان غريزمان       |       |      |
| CF            | 9  | فرناندو توريس        | 61'   |      |
| الاحتياط:     |    |                      |       |      |
| GK            | 1  | ميغيل أنجيل مويا     |       |      |
| DF            | 19 | لوكاس هيرنانديز      |       | 109' |
| DF            | 24 | خوسيه ماريا خيمينيز  |       |      |
| MF            | 5  | تياغو                |       |      |
| MF            | 21 | يانيك فيريرا كاراسكو |       | 46'  |
| MF            | 22 | توماس باتيي          |       | 116' |
| FW            | 16 | أنخيل كوريا          |       |      |
| المدرب:       |    |                      |       |      |
| دييغو سيميوني |    |                      |       |      |